# Smaltjärnet (Södra Finnskoga socken, Värmland, 674340-132025)
Smaltjärnet är en sjö i Torsby kommun i Värmland och ingår i Glommas huvudavrinningsområde.